# Paratylotropidia brunneri
Paratylotropidia brunneri är en insektsart som beskrevs av Scudder, S.H. 1897. Paratylotropidia brunneri ingår i släktet Paratylotropidia och familjen gräshoppor. Inga underarter finns listade i Catalogue of Life.